# La Dessalinienne
La Dessalinienne (phát âm tiếng Pháp: [la dɛs.salinjɛn]; tiếng Haitian Creole: "Desalinyèn"; tiếng Anh: "The Dessalines Song") là quốc ca của Haiti. Tác phẩm do Justin Lhérisson sáng tác và được biểu diễn bởi Nicolas Geffrard. Bài quốc ca này đã được tốp ca Haiti giành giải nhất liên hoan hát quốc ca Quốc tế.

## Tiêu đề
Nhan đề của bài quốc ca này được đặt nhằm tưởng nhớ nhà lãnh đạo cách mạng và người cai trị đầu tiên của Haiti, Jean-Jacques Dessalines.

## Lời bài hát
Khổ I và khổ V được dùng làm quốc ca rút gọn trong một số dịp (các trận thi đấu thể thao quốc tế,...)
| Lời tiếng Pháp | Lời tiếng Haiti (không chính thức) | Dịch sang tiếng Anh | Dịch sang tiếng Việt |
| --- | --- | --- | --- |
| I Pour le Pays, pour les Ancêtres, Marchons unis, marchons unis. Dans nos rangs point de traîtres! Du sol soyons seuls maîtres. Marchons unis, marchons unis Pour le Pays, pour les Ancêtres, Marchons, marchons, marchons unis, Pour le Pays, pour les Ancêtres ... V Pour le Drapeau, pour la Patrie Mourir est beau, mourir est beau! Notre passé nous crie: Ayez l'âme aguerrie! Mourir est beau, mourir est beau Pour le Drapeau, pour la Patrie Mourir, mourir, mourir est beau Pour le Drapeau, pour la Patrie. | Pou Ayiti Peyi Zansèt yo Se pou n mache Men nan lamen Nan mitan n pa fèt pou gen trèt Nou fèt pou n sèl mèt tèt nou. Annou mache men nan lamen Pou Ayiti ka vin pi bèl Annou, annou met tèt ansanm Pou Ayiti nan non tout zansèt yo. Nou gen drapo Tankou tout pèp Se pou n renmen l Mouri pou li Se pa kado blan te fè nou Se san Zansèt nou yo ki te koule Pou nou kenbe drapo nou wo Se pou n travay met tèt ansanm Pou lòt peyi ka respekte l Drapo sila a se nanm tout Ayisyen. | I For the Country, for the Ancestors, Let us march united, let us march united. Let there be no traitors in our ranks! Let us be the only masters of the soil. Let us march united, let us march united For the Country, for the Ancestors, Let us march, let us march, let us march united, For the Country, for the Ancestors... V For the Flag, for the Fatherland To die is beautiful, to die is beautiful! Our past cries out to us: Have a hardened soul! To die is beautiful, to die is beautiful For the Flag, for the Fatherland To die, to die, to die is beautiful For the Flag, for the Fatherland. | Vì Tổ quốc, vì tổ tiên, Chiến đấu đoàn kết, chiến đấu đoàn kết. Đừng để bọn phản quốc đứng trong hàng ngũ của chúng ta! Hãy cùng trở thành những người chủ nhân duy nhất của vùng đất này. Chiến đấu đoàn kết, chiến đấu đoàn kết Vì Tổ quốc, vì tổ tiên, Chiến đấu, chiến đấu, chiến đấu đoàn kết ... Vì lá cờ, vì quê hương Hãy cùng chết một cái chết đẹp đẽ, cái chết đẹp đẽ! Quá khứ thét lên với chúng ta: Hãy có một tâm hồn thật vững vàng, cứng cáp! Hãy cùng chết một cái chết đẹp đẽ, cái chết đẹp đẽ! Vì lá cờ, vì Tổ quốc Cái chết, cái chết, cái chết đẹp đẽ Vì lá cờ, vì quê hương |